# 국도 제79호선
국도 제79호선 (의령 ~ 창녕선, 國道第七十九號 宜寧昌寧線)은 경상남도 의령군 의령읍 백야오거리에서 창원시를 거쳐 창녕군 유어면 유어삼거리를 잇는 대한민국의 일반 국도이다.

## 연혁
- 2001년 8월 25일 : '의령 ~ 창녕선'으로 국도 제79호선을 새로 신설함.[1]
- 2002년 3월 4일 : 함안군 군북면 사도리 ~ 의령군 의령읍 무전리 5.42 km 구간 확장 개통[2]
- 2005년 1월 31일 : 죽남교(함안군 군북면 모로리 ~ 중암리) 590m 구간 개통, 기존 580m 구간 폐지[3]
- 2005년 2월 11일 : 죽남교(함안군 군북면 모로리 ~ 중암리) 이설 구간 노선 변경[4]
- 2007년 10월 24일 : 산지지구 위험도로(창녕군 장마면 산지리 ~ 동정리) 680m 구간 개량 개통[5], 기존 590m 구간 폐지[6]
- 2010년 12월 23일 : 함안군 여항면 진고개 ~ 함안면 괴산 교차로 9 km 구간 확장 개통[7]
- 2010년 12월 28일 : 진동우회도로(창원시 마산합포구 진전면 봉곡리 ~ 임곡리 1.09 km 구간과 창원시 마산합포구 진전면 오서리 ~ 진동면 인곡리 9.18 km 구간) 확장 개통 및 기존 창원시 마산합포구 진동면 진동리 4.37 km 구간 폐지[8]
- 2012년 2월 17일 : 창원시 마산합포구 진동면 동전리 ~ 우산동 3.5 km 구간 임시 개통[9]
- 2012년 11월 30일 : 창원시 마산합포구 진동면 동전리 ~ 우산동 6.56 km 구간 확장 개통[10], 기존 창원시 마산합포구 현동 ~ 우산동 1.05 km 구간 폐지[11]
- 2013년 12월 2일 : 함안군 함안면 괴산리 괴산 교차로 ~ 가야읍 검암리 구간 3.04 km 확장 개통[12]
- 2017년 6월 22일 : 진동 ~ 마산간 도로(창원시 마산합포구 진북면 지산리 ~ 정현리) 8.38 km 구간 신설 개통[13]
- 2017년 7월 3일 : 진동 ~ 마산간 도로 개통에 따라 기존 창원시 마산합포구 진동면 진동리 ~ 진북면 정현리 8.26 km 구간 폐지[14]
- 2017년 11월 2일 : 턱고개(창녕군 유어면 광산리) 730m 구간 개량 개통, 기존 360m 구간 폐지[15]

## 주요 경유지
경상남도
- 의령군 의령읍 - 함안군 (군북면 · 가야읍 · 함안면 · 여항면) - 창원시 (마산합포구 (진북면 · 진동면 · 현동 · 우산동 · 예곡동 · 월영동 · 대내동 · 월남동 · 중앙동 · 서성동 · 부림동 · 창동 · 중성동 · 상남동) - 마산회원구 (회원동 · 석전동 · 합성동 · 구암동) - 의창구 (소계동 · 동정동 · 소답동 · 북면)) - 창녕군 (부곡면 · 도천면 · 영산면 · 계성면 · 장마면 · 유어면)

## 노선
전 노선 경상남도에 위치하고 있다.
- (■): 자동차 전용도로 구간

| 이름                              | 접속 노선                                                                               | 소재지                                                                            | 소재지                                                                                             | 비고                                                          |
| --------------------------------- | --------------------------------------------------------------------------------------- | --------------------------------------------------------------------------------- | -------------------------------------------------------------------------------------------------- | ------------------------------------------------------------- |
| 백야오거리                        | 국도 제20호선 (의령대로) (의합대로) 남강로 백산로                                       | 의령군                                                                            | 의령읍                                                                                             | 기점                                                          |
| 백야교                            |                                                                                         | 의령군                                                                            | 의령읍                                                                                             |                                                               |
| 백야육교                          | 지방도 제1040호선 (남강로)                                                              | 의령군                                                                            | 의령읍                                                                                             |                                                               |
| 정암교                            |                                                                                         | 의령군                                                                            | 의령읍                                                                                             |                                                               |
|                                   | 함안군                                                                                  | 군북면                                                                            | |                                                               |
| 정암삼거리                        | 함안군                                                                                  | 군북면                                                                            | 월촌로 정주로                                                                                      |                                                               |
| 사도사거리                        | 함안군                                                                                  | 군북면                                                                            | 월촌로 월촌1길                                                                                     |                                                               |
| 군북 나들목                       | 함안군                                                                                  | 군북면                                                                            | 10호선 남해고속도로                                                                                |                                                               |
| 여명삼거리                        | 함안군                                                                                  | 군북면                                                                            | 여명로                                                                                             |                                                               |
| 죽남교                            | 함안군                                                                                  | 군북면                                                                            | |                                                               |
| 공단삼거리                        | 함안군                                                                                  | 군북면                                                                            | 오장골길                                                                                           |                                                               |
| 안도삼거리                        | 함안군                                                                                  | 군북면                                                                            | 지방도 제1029호선 (장백로)                                                                         | 지방도 제1029호선과 중복                                      |
| 군북버스터미널                    | 함안군                                                                                  | 군북면                                                                            | | 지방도 제1029호선과 중복                                      |
| 군북역사거리                      | 함안군                                                                                  | 군북면                                                                            | 국가지원지방도 제30호선 지방도 제1004호선 (사군로) 지두2길                                         | 국가지원지방도 제30호선과 중복 지방도 제1004, 1029호선과 중복 |
| 중암삼거리                        | 함안군                                                                                  | 군북면                                                                            | 지방도 제1029호선 (의산삼일로)                                                                     | 국가지원지방도 제30호선과 중복 지방도 제1004, 1029호선과 중복 |
| 봉림삼거리                        | 함안군                                                                                  | 군북면                                                                            | 봉수로                                                                                             | 국가지원지방도 제30호선과 중복 지방도 제1004호선과 중복       |
| 소포삼거리                        | 함안군                                                                                  | 군북면                                                                            | 소포5길                                                                                            | 국가지원지방도 제30호선과 중복 지방도 제1004호선과 중복       |
| 오당삼거리                        | 함안군                                                                                  | 군북면                                                                            | 현포로                                                                                             | 국가지원지방도 제30호선과 중복 지방도 제1004호선과 중복       |
| 가야교                            | 함안군                                                                                  |                                                                                   | 가야읍                                                                                             | 국가지원지방도 제30호선과 중복 지방도 제1004호선과 중복       |
| 함안군산림조합                    | 함안군                                                                                  | 국가지원지방도 제30호선 지방도 제1004호선 (함마대로)                              | 가야읍                                                                                             | 국가지원지방도 제30호선과 중복 지방도 제1004호선과 중복       |
| 가야사거리                        | 함안군                                                                                  | 함안대로 가야로                                                                   | 가야읍                                                                                             |                                                               |
| 함주교 남단                       | 함안군                                                                                  | 국가지원지방도 제30호선 지방도 제1004호선 (함마대로) 지방도 제1011호선 (함안대로) | 가야읍                                                                                             | 국가지원지방도 제30호선과 중복 지방도 제1004호선과 중복       |
| 함안시외버스터미널                | 함안군                                                                                  |                                                                                   | 가야읍                                                                                             | 국가지원지방도 제30호선과 중복 지방도 제1004호선과 중복       |
| 광복 교차로                       | 함안군                                                                                  | 국가지원지방도 제30호선 지방도 제1004호선 (함마대로)                              | 가야읍                                                                                             | 국가지원지방도 제30호선과 중복 지방도 제1004호선과 중복       |
| 송정교                            | 함안군                                                                                  |                                                                                   | 가야읍                                                                                             |                                                               |
| 검암 교차로 (검암지하차도)        | 함안군                                                                                  | 말산로 하검길                                                                     | 가야읍                                                                                             |                                                               |
| 상검암 교차로                     | 함안군                                                                                  | 상검길                                                                            | 가야읍                                                                                             |                                                               |
| 광정리                            | 함안군                                                                                  | 함안대로                                                                          | 가야읍                                                                                             |                                                               |
| 괴산 교차로                       | 함안군                                                                                  | 한절골길                                                                          | 함안면                                                                                             |                                                               |
| 함안역                            | 함안군                                                                                  |                                                                                   | 함안면                                                                                             |                                                               |
| 봉성2 교차로                      | 함안군                                                                                  | 지방도 제1021호선 (성산로)                                                        | 함안면                                                                                             | 지방도 제1021호선과 중복                                      |
| 봉성리                            | 함안군                                                                                  | 비봉로                                                                            | 함안면                                                                                             | 지방도 제1021호선과 중복                                      |
| 봉성1 교차로                      | 함안군                                                                                  | 함안대로                                                                          | 함안면                                                                                             | 지방도 제1021호선과 중복 상행 진출 불가 하행 진입 불가        |
| 국립원예특작과학원 시설원예연구소 | 함안군                                                                                  |                                                                                   | 함안면                                                                                             | 지방도 제1021호선과 중복                                      |
| 장명 교차로                       | 함안군                                                                                  | 강명4길 강명5길                                                                   | 함안면                                                                                             | 지방도 제1021호선과 중복                                      |
| 강지교                            | 함안군                                                                                  |                                                                                   | 함안면                                                                                             | 지방도 제1021호선과 중복                                      |
| 외암2 교차로                      | 함안군                                                                                  | 지방도 제1021호선 (여항로)                                                        | 여항면                                                                                             | 지방도 제1021호선과 중복 상행 진입 불가 하행 진출 불가        |
| 강명2교                           | 함안군                                                                                  |                                                                                   | 여항면                                                                                             |                                                               |
|                                   | 함안군                                                                                  | 함안면                                                                            | |                                                               |
| 강명1교                           | 함안군                                                                                  |                                                                                   | |                                                               |
|                                   | 함안군                                                                                  | 여항면                                                                            | |                                                               |
| 외암1 교차로                      | 함안군                                                                                  | 여항로                                                                            | 상행 진출 불가 하행 진입 불가                                                                      |                                                               |
| 두곡 교차로                       | 함안군                                                                                  | 외암길                                                                            | 상행 진출입 불가                                                                                   |                                                               |
| 내곡 교차로                       | 함안군                                                                                  | 내곡안길                                                                          | 하행 두곡교차로로 진입                                                                             |                                                               |
| 봉곡 교차로                       | 함안군                                                                                  | 내곡1길 내곡2길                                                                   | |                                                               |
| 진고개 (한치)                     | 함안군                                                                                  |                                                                                   | 국가지원지방도 제67호선과 중복                                                                     |                                                               |
| 진고개 (한치)                     |                                                                                         | 창원시                                                                            | 국가지원지방도 제67호선과 중복                                                                     | 마산합포구 진북면                                             |
| 정동교                            | 진북산업로                                                                              | 창원시                                                                            | 국가지원지방도 제67호선과 중복                                                                     | 마산합포구 진북면                                             |
| 대현 교차로                       | 진북산업로 대현길 정현공단길                                                            | 창원시                                                                            | 국가지원지방도 제67호선과 중복                                                                     | 마산합포구 진북면                                             |
| 중촌교                            |                                                                                         | 창원시                                                                            | 국가지원지방도 제67호선과 중복                                                                     | 마산합포구 진북면                                             |
| 귀정 교차로                       | 진북산업로 귀정길                                                                       | 창원시                                                                            | 국가지원지방도 제67호선과 중복                                                                     | 마산합포구 진북면                                             |
| 추곡교 추곡1교 외추교             |                                                                                         | 창원시                                                                            | 국가지원지방도 제67호선과 중복                                                                     | 마산합포구 진북면                                             |
| 베틀산터널                        |                                                                                         | 창원시                                                                            | 국가지원지방도 제67호선과 중복 연장 823m                                                           | 마산합포구 진북면                                             |
| 부산교                            |                                                                                         | 창원시                                                                            | 국가지원지방도 제67호선과 중복                                                                     | 마산합포구 진북면                                             |
| 대평 교차로 (대평3교)             | 지방도 제1021호선 (학동로) 진북산촌로                                                   | 창원시                                                                            | 국가지원지방도 제67호선과 중복                                                                     | 마산합포구 진북면                                             |
| 대평2교                           |                                                                                         | 창원시                                                                            | 국가지원지방도 제67호선과 중복                                                                     | 마산합포구 진북면                                             |
| 지산 분기점                       | 국도 제2호선 국도 제14호선 국도 제77호선 국가지원지방도 제67호선 (남해안대로)           | 창원시                                                                            | 국가지원지방도 제67호선과 중복 국도 제2, 14, 77호선과 중복 회차 필요                               | 마산합포구 진북면                                             |
| 대평교                            |                                                                                         | 창원시                                                                            | 국도 제2, 14, 77호선과 중복                                                                        | 마산합포구 진북면                                             |
| 진북 교차로                       | 지방도 제1021호선 (학동로)                                                              | 창원시                                                                            | 국도 제2, 14, 77호선과 중복 상행 진출 불가 하행 진입 불가                                          | 마산합포구 진북면                                             |
| 덕곡천교 진동천교                 |                                                                                         | 창원시                                                                            | 국도 제2, 14, 77호선과 중복                                                                        | 마산합포구 진북면                                             |
| 진동 교차로                       | 진북산업로                                                                              | 창원시                                                                            | 국도 제2, 14, 77호선과 중복                                                                        | 마산합포구 진북면                                             |
| 진북터널                          |                                                                                         | 창원시                                                                            | 국도 제2, 14, 77호선과 중복 상행 연장 916m 하행 연장 927m                                          | 마산합포구 진북면                                             |
| 진북터널                          | 마산합포구 진동면                                                                       | 창원시                                                                            | 국도 제2, 14, 77호선과 중복 상행 연장 916m 하행 연장 927m                                          |                                                               |
| 태봉교                            |                                                                                         | 창원시                                                                            | 국도 제2, 14, 77호선과 중복                                                                        |                                                               |
| 오산 교차로                       | 오산3길                                                                                 | 창원시                                                                            | 국도 제2, 14, 77호선과 중복                                                                        |                                                               |
| 태봉 교차로                       | 태봉2길                                                                                 | 창원시                                                                            | 국도 제2, 14, 77호선과 중복                                                                        |                                                               |
| 동전터널 신동전터널               |                                                                                         | 창원시                                                                            | 국도 제2, 14, 77호선과 중복 동전터널 하행 전용 (연장 약 590m) 신동전터널 상행 전용 (연장 약 1050m) |                                                               |
| 동전터널 신동전터널               | 마산합포구                                                                              | 창원시                                                                            | 국도 제2, 14, 77호선과 중복 동전터널 하행 전용 (연장 약 590m) 신동전터널 상행 전용 (연장 약 1050m) |                                                               |
| 현동 분기점                       | 국도 제5호선 (구산중앙로)                                                               | 창원시                                                                            | 국도 제2, 5, 14, 77호선과 중복                                                                     |                                                               |
| 우산 교차로                       | 밤밭고개로                                                                              | 창원시                                                                            | 국도 제2, 5, 14, 77호선과 중복 상행 진입 불가 하행 진출 불가                                       |                                                               |
| 옥동 교차로                       | 현동로 밤밭고개로                                                                       | 창원시                                                                            | 국도 제2, 5, 14, 77호선과 중복 상행 진출 불가 하행 진입 불가                                       |                                                               |
| 현동 교차로                       | 국도 제2호선 국도 제5호선 국도 제77호선 (경남대로) (남해안대로)                         | 창원시                                                                            | 국도 제2, 5, 14, 77호선과 중복                                                                     |                                                               |
| (이름 없음)                       | 무학로                                                                                  | 창원시                                                                            | 국도 제14호선과 중복                                                                               |                                                               |
| 월영광장 경남대학교               | 가포로 경남대학로 해안대로                                                              | 창원시                                                                            | 국도 제14호선과 중복                                                                               |                                                               |
| 반월동주민지원센터                |                                                                                         | 창원시                                                                            | 국도 제14호선과 중복                                                                               |                                                               |
| 마산합포구청 마산의료원           |                                                                                         | 창원시                                                                            | 국도 제14호선과 중복                                                                               |                                                               |
| 무학초등학교                      |                                                                                         | 창원시                                                                            | 국도 제14호선과 중복                                                                               |                                                               |
| 서성광장                          | 서성로 합포로                                                                           | 창원시                                                                            | 국도 제14호선과 중복                                                                               |                                                               |
| (이름 없음)                       | 북성로                                                                                  | 창원시                                                                            | 국도 제14호선과 중복                                                                               |                                                               |
| 6호광장                           | 불종거리로 천하장사로 허당로                                                            | 창원시                                                                            | 국도 제14호선과 중복                                                                               |                                                               |
| (이름 없음)                       | 무학로                                                                                  | 창원시                                                                            | 국도 제14호선과 중복                                                                               | 마산회원구                                                    |
| 석전교 교차로                     | 국가지원지방도 제30호선 (삼호로)                                                        | 창원시                                                                            | 국도 제14호선과 중복 국가지원지방도 제30호선과 중복                                                | 마산회원구                                                    |
| 마산역앞                          | 마산역광장로 양덕로                                                                     | 창원시                                                                            | 국도 제14호선과 중복 국가지원지방도 제30호선과 중복                                                | 마산회원구                                                    |
| 마산시외버스터미널                |                                                                                         | 창원시                                                                            | 국도 제14호선과 중복 국가지원지방도 제30호선과 중복                                                | 마산회원구                                                    |
| 동마산 나들목                     | 102호선 남해고속도로제1지선                                                             | 창원시                                                                            | 국도 제14호선과 중복 국가지원지방도 제30호선과 중복                                                | 마산회원구                                                    |
| 창원육교                          |                                                                                         | 창원시                                                                            | 국도 제14호선과 중복 국가지원지방도 제30호선과 중복                                                | 마산회원구                                                    |
|                                   | 의창구                                                                                  | 창원시                                                                            | 국도 제14호선과 중복 국가지원지방도 제30호선과 중복                                                |                                                               |
| 소계광장                          | 국도 제14호선 국가지원지방도 제30호선 (의창대로)                                        | 창원시                                                                            | 국도 제14호선과 중복 국가지원지방도 제30호선과 중복                                                |                                                               |
| 소계육교                          | 금강로                                                                                  | 창원시                                                                            | |                                                               |
| 의안 교차로                       | 천주로                                                                                  | 창원시                                                                            | |                                                               |
| 굴현터널                          |                                                                                         | 창원시                                                                            | 연장 약 335m                                                                                       |                                                               |
| 굴현터널                          | 의창구 북면                                                                             | 창원시                                                                            | 연장 약 335m                                                                                       |                                                               |
| 지개 교차로                       | 지개남산로                                                                              | 창원시                                                                            | |                                                               |
| 북창원 나들목 (화천 교차로)       | 10호선 남해고속도로 천주로                                                              | 창원시                                                                            | |                                                               |
| 동전 교차로                       | 무동로 백월로                                                                           | 창원시                                                                            | |                                                               |
| 마산 교차로                       | 국가지원지방도 제60호선 (신촌본포로)                                                    | 창원시                                                                            | 국가지원지방도 제60호선과 중복                                                                     |                                                               |
| 월계 교차로                       | 국가지원지방도 제60호선 (낙동로)                                                        | 창원시                                                                            | 국가지원지방도 제60호선과 중복                                                                     |                                                               |
| 미개통                            |                                                                                         |                                                                                   | |                                                               |
| 임해진삼거리                      | 지방도 제1022호선 (낙동로)                                                              | 창녕군                                                                            | 부곡면                                                                                             |                                                               |
| 온정 교차로                       | 지방도 제1008호선 (온천로)                                                              | 창녕군                                                                            | 부곡면                                                                                             | 지방도 제1008호선과 중복                                      |
| 온천사거리                        | 원앙로                                                                                  | 창녕군                                                                            | 부곡면                                                                                             | 지방도 제1008호선과 중복                                      |
| 원앙삼거리                        | 길곡로                                                                                  | 창녕군                                                                            | 도천면                                                                                             | 지방도 제1008호선과 중복                                      |
| 덕곡삼거리                        | 논리덕곡길                                                                              | 창녕군                                                                            | 도천면                                                                                             | 지방도 제1008호선과 중복                                      |
| 영산 나들목 영산IC 삼거리         | 45호선 중부내륙고속도로 영산도천로                                                      | 창녕군                                                                            | 영산면                                                                                             | 지방도 제1008호선과 중복                                      |
| 연지못                            |                                                                                         | 창녕군                                                                            | 영산면                                                                                             | 지방도 제1008호선과 중복                                      |
| 영산사거리                        | 신영산로 영산계성로                                                                     | 창녕군                                                                            | 영산면                                                                                             | 지방도 제1008호선과 중복                                      |
| 계성 교차로                       | 국도 제5호선 (경남대로)                                                                 | 창녕군                                                                            | 계성면                                                                                             | 지방도 제1008호선과 중복                                      |
| 계성삼거리                        | 명리월평길                                                                              | 창녕군                                                                            | 계성면                                                                                             | 지방도 제1008호선과 중복                                      |
| 봉산삼거리                        | 봉산관동1로                                                                             | 창녕군                                                                            | 계성면                                                                                             | 지방도 제1008호선과 중복                                      |
| 장마삼거리                        | 강리길                                                                                  | 창녕군                                                                            | 장마면                                                                                             | 지방도 제1008호선과 중복                                      |
| 강리삼거리                        | 남지장마로                                                                              | 창녕군                                                                            | 장마면                                                                                             | 지방도 제1008호선과 중복                                      |
| 화영삼거리                        | 창녕장마로                                                                              | 창녕군                                                                            | 장마면                                                                                             | 지방도 제1008호선과 중복                                      |
| 동정삼거리                        | 지방도 제1008호선 (장마고곡로)                                                          | 창녕군                                                                            | 장마면                                                                                             | 지방도 제1008호선과 중복                                      |
| 동정보건진료소                    |                                                                                         | 창녕군                                                                            | 장마면                                                                                             |                                                               |
| 광산서당                          |                                                                                         | 창녕군                                                                            | 유어면                                                                                             |                                                               |
| 거마삼거리                        | 우포유어농로                                                                            | 창녕군                                                                            | 유어면                                                                                             |                                                               |
| 유어삼거리                        | 국도 제20호선 국도 제24호선 국가지원지방도 제67호선 국가지원지방도 제79호선 (우포1대로) | 창녕군                                                                            | 유어면                                                                                             | 종점                                                          |

## 도로명
- 의령군 의령읍 백야오거리 ~ 정암교: 의령대로
- 함안군 군북면 정암교 ~ 가야읍 함안군산림조합: 함마대로
- 함안군 가야읍 함안군산림조합 ~ 가야사거리: 가야로
- 함안군 가야읍 가야사거리 ~ 함주교 남단: 함안대로
- 함안군 가야읍 함주교 남단 ~ 광복 교차로: 함마대로
- 함안군 가야읍 광복 교차로 ~ 창원시 마산합포구 진북면 지산 분기점: 진함로
- 창원시 마산합포구 진북면 지산 분기점 ~ 현동 교차로: 남해안대로
- 창원시 마산합포구 현동 교차로 ~ 월영광장: 밤밭고개로
- 창원시 마산합포구 월영광장 ~ 마산회원구 창원육교: 3.15대로
- 창원시 마산회원구 창원육교 ~ 소계광장: 의창대로
- 창원시 마산회원구 소계광장 ~ 의창구 북면 마산삼거리: 정렬대로
- 창녕군 부곡면 임해진삼거리 ~ 온정 교차로: 온정청암로
- 창녕군 부곡면 온정 교차로 ~ 영산면 영산 나들목: 온천로
- 창녕군 영산면 영산 나들목 ~ 영산사거리: 영산계성로
- 창녕군 영산면 영산사거리 ~ 장마면 동정삼거리 영산장마로
- 장마면 동정삼거리 ~ 유어면 유어삼거리: 유어장마로

## 같이 보기
- 국가지원지방도 제79호선